# بیگارخانه

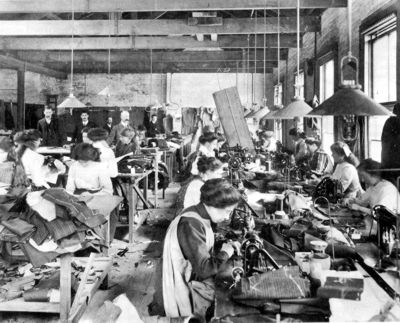
یک بیگارخانه در ایالات متحده ۱۸۹۰

بیگارخانه (انگلیسی: Sweatshop) به کارگاهی گفته می‌شود که شرایط کاری آن دشوار یا خطرناک است و در عین حال مزد آن نیز پایین‌تر از حد نرمال است. کارگران ممکن است ساعت‌های طولانی بدون پرداخت کافی کار کنند، صرف‌نظر از قوانین اضافه‌کاری اجباری یا حداقل حقوق؛ قوانین کار کودکان نیز ممکن است پایمال شود. "گزارش عمومی سالانه ۲۰۰۶" سازمان بازرسی کارخانجات، برای سازگاری قوانین FLA وضعیت در ۱۸ کشور از جمله بنگلادش، السالوادور، کلمبیا، گواتمالا، مالزی، سریلانکا، تایلند، تونس، ترکیه، چین، هند، ویتنام، هندوراس، اندونزی، برزیل، مکزیک و ایالات متحده را بررسی کرد. وزارت کار در مورد بدترین اشکال کار کودکان " متوجه شد که ۱۸ کشور توسعه‌یافته توصیه سازمان کار بین‌المللی برای تعداد کافی بازرسان را برآورده نکرده‌اند.